# Acantholochus asperatus
Acantholochus asperatus – gatunek widłonoga z rodziny Bomolochidae. Nazwa naukowa tego gatunku skorupiaków została opublikowana w 1980 roku przez amerykańskich biologów Rogera F. Cresseya i Hillary Boyle Cressey.